# CeCe McDonald
Pour les articles homonymes, voir MacDonald.
CeCe McDonald (/ˌsiːˈsiː/), née le 26 mai 1989, est une femme trans activiste LGBTQ afro-américaine. Elle attire l’attention américaine en juin 2012 pour avoir accepté une négociation de peine de 41 mois pour homicide involontaire au deuxième degré d’un homme qu’elle a poignardé après que McDonald et ses amis ont été agressés à Minneapolis devant un bar peu avant la fermeture. L’attaque, qui a eu lieu un an plus tôt, a été largement considérée comme raciste et transphobe, et est devenue physique lorsque McDonald a été frappée au visage par l’amie de l’agresseur avec un verre de « boisson alcoolisée » provoquant une entaille sanglante qui a nécessité des points de suture. 
Selon le magazine américain Mother Jones, lorsque McDonald s’éloignait du bar, l’homme est venu vers elle, elle « a sorti une paire de ciseaux de son sac à main et s’est retournée pour [lui] faire face ; il a été poignardé à la poitrine et est décédé des suites de sa blessure ». McDonald affirme que voyant le déroulement de son procès elle a préféré une négociation de peine plutôt que d’être jugée et risquer 20 ans de prison. Selon le Bay Area Reporter, sa condamnation « a déclenché l’indignation et a été considérée par beaucoup comme un acte de transphobie et de racisme contre une femme qui se défendait ». Bien que femme, McDonald a été hébergée dans deux prisons pour hommes. Une pétition en ligne a poussé le département d’État des services correctionnels à lui administrer le régime complet d’hormones dont elle avait besoin.
Son histoire a attiré l’attention internationale, notamment en mai 2013, lorsqu’un article du site Ebony.com sur l’affaire a remporté le prix GLAAD Media pour un « Article exceptionnel de journalisme numérique ». Elle reçoit également le soutien de l’activiste et actrice transgenre Laverne Cox, star d’Orange Is the New Black (OITNB), dont l’histoire parle notamment des femmes transgenres de couleur et des crimes de haine. Cox affirme que McDonald est l’image qu’elle a de son personnage dans OITNB, Sophia Burset, et qu’elle joue Burset en hommage à McDonald. Cox s’identifie également à ses expériences : « tant de fois j’ai […] été harcelée, n’importe laquelle [de ces situations] aurait pu dégénérer […]. Je pourrais très facilement être CeCe ».
McDonald est libérée en janvier 2014 après avoir purgé 19 mois. Elle a fait l’objet d’un portrait dans Rolling Stone entre autres publications, et a été incluse dans la liste annuelle des « 40 de moins de 40 ans » de The Advocate. FREE CeCe, un documentaire sur les expériences de McDonald racontées à travers des interviews de Laverne Cox, débute sa production en décembre 2013. Le film parle principalement de l’attaque contre McDonald et ses amis, notamment les coups de couteau, son emprisonnement et la violence subie par les femmes trans de couleur. En août 2014, elle reçoit le prix des droits civiques Bayard Rustin décerné par le Harvey Milk LGBT Democratic Club. 

## Jeunesse
CeCe McDonald naît le 26 mai 1989. Elle est originaire du sud de Chicago, et étudie la mode au Minneapolis Community and Technical College. 

## Agression

### Contexte
Le 5 juin 2011, vers 23 h 30, McDonald, sa colocataire Latavia Taylor et leurs amis Larry Tyaries Thomas, Zavawn Smith et Roneal Harris, tous afro-américains, marchent sur la distance de 800 mètres qui sépare l’appartement de McDonald et Taylor à Minneapolis et un magasin Cub Foods pour y faire des courses. En chemin, un policier s’arrête brièvement et interroge le groupe sans provocation ; il les suit ensuite pendant une courte période puis part. 

### Déroulement
McDonald déclarera que Dean Schmitz et d’autres leur font front à l’extérieur de la Schooner Tavern. Selon les accusations contre McDonald, cela se produit peu après minuit. Schmitz, sa petite amie Jenny Thoreson et son ex-petite amie Molly Flaherty étaient sortis du bar pour une cigarette. Selon McDonald, ces derniers crient des insultes racistes et transphobes tandis que Thoreson, dans des entretiens avec la police, a qualifié les propos de désobligeants et sarcastiques. Selon Thomas, Schmitz, Thoreson et Flaherty les interpellent en disant « oh vous les pédés, vous les niggers amoureux, et peu importe vous n’êtes rien d’autre qu’un tas de bébés niggers », et qu’en réponse il se dirige vers Schmitz pour lui parler. Toujours selon Thomas, Schmitz s’éloigne alors et « commence à parler comme ça, comme “Oh, regardez la tranny là-bas, regardez cette tranny” », (en anglais, tranny est un terme péjoratif vulgaire désignant les femmes transgenres). Dans une lettre de la prison du comté de Hennepin, McDonald affirme que Schmitz a désigné tous les membres du groupe de McDonald du mot « nigger ». 
McDonald témoignera qu’elle et ses amis tentent alors de s’éloigner, mais que Flaherty commence une bagarre en écrasant un verre d’alcool contre son visage, la coupant, une blessure qui demandera 11 points de suture. Au tribunal, McDonald confirmera que Flaherty dit alors « je peux vous prendre vous toutes les salopes », ; Selon Thoreson, à ce stade c’est Flaherty qui a lancé le premier coup de poing. Selon le témoignage de McDonald, Schmitz dit à un moment donné « regardez ce garçon habillé comme une fille et qui rentre sa bite »,. David Crandell, le petit ami de Flaherty, sort ensuite du bar et trouve plusieurs membres du groupe de McDonald attaquant Flaherty, et essaye de les éloigner d’elle. 
Gary Gilbert, un agent de sécurité à la Schooner Tavern, se rappellera voir Schmitz éloigner McDonald de Flaherty, et que Schmitz et McDonald se déplacent alors dans la rue. La défense de McDonald qualifiera cette décision comme une tentative de celle-ci « de quitter les lieux, de se mettre à l’abri », et mentionnera qu’elle est alors suivie par Schmitz. Selon Gilbert, McDonald semble tenir une lame alors que Schmitz, les poings serrés, lui demande « tu vas me poignarder, salope ? ». Schmitz se penche alors, pose sa main sur sa chemise, et dit « tu m’as poignardé », ce à quoi McDonald répond, selon un témoin, « oui je l’ai fait »,,. Schmitz est poignardé à la poitrine avec une paire de ciseaux. McDonald déclarera à la police que Schmitz s’est jeté contre elle, se heurtant aux ciseaux qu’elle tenait.
Après que les personnes présentes voient Schmitz saigner, les combats cessent ; McDonald et Thomas courent vers le magasin Cub Foods pendant que certains de leurs amis montent à bord d’un bus Metro Transit. La blessure de Schmitz fait plus de 7,6 cm de profondeur et a transpercé son cœur dans le ventricule droit. Anthony Stoneburg, qui se trouvait dans le quartier pour rendre visite à sa tante, tente de boucher la blessure, mais Schmitz meurt dans l’ambulance. Dans le parking de l’épicerie, McDonald voit la voiture de police la chercher et se signale aux policiers. Elle est arrêtée et avoue avoir poignardé, mais écrira plus tard dans sa lettre de la prison du comté de Hennepin que la confession était « une grosse erreur [pour] tenter de couvrir un de mes amis qui l’avait fait. Je ne savais pas exactement qui, mais je savais que quelqu’un me défendait »,. Larry Thomas et Zavawn Smith déclareront également qu’un autre ami, qu’ils ont vu fuir la scène à l’époque, a reconnu avoir poignardé Schmitz.

### Avant le procès
Dans les jours qui suivent les coups de couteau, le bureau du procureur du comté de Hennepin, Michael Freeman, examine les preuves, y compris les aveux enregistrés de McDonald, avant de l’accuser de deux chefs de meurtre au deuxième degré. Le cas de McDonald est pris en charge par Hersch Izek, du Legal Rights Center, une organisation à but non lucratif offrant de l’aide et une représentation en justice à ses clients. Izek ne conteste pas que McDonald a poignardé Schmitz au cœur ou que la blessure est responsable de la mort de Schmitz ; il fait cependant valoir que McDonald a agi en état de légitime défense et n’est pas responsable de la mort de Schmitz : « elle l’a poignardé, mais ses actions étaient raisonnables confrontées à la possibilité raisonnable de lésions corporelles ou de mort pour elle-même. C’est ce que les instructions du jury demandent dans ce genre de cas »,. Izek cite le fait que McDonald saignait abondamment de sa blessure au visage comme une raison pour qu’elle pense être alors en danger. Le procureur, Michael Freeman, soutient qu’il n’y a aucune preuve que Schmitz représentait une menace pour la vie de McDonald et que McDonald n’avait pas exercé son devoir de se mettre en retrait, affirmant que « les preuves ici ne reflètent pas la légitime défense. Elle s’est avancée pour projeter une arme sur une personne qui ne l’avait pas agressée. Cela, pour moi, ne correspond pas »,. Freeman déclare également qu’« il n’y a aucune preuve à [sa] connaissance que [Schmitz] avait une arme à la main, ou qu’il avait fait quoi que ce soit à McDonald autre que de faire partie de ce groupe, où il y avait des cris de pratiquement tout le monde autour »,. Freeman dit également que l’histoire de McDonald a changé entre l’incident et son procès : bien que la nuit du 5 juin elle avoue avoir poignardé Schmitz, elle affirme plus tard que quelqu’un d’autre l’a poignardé.
La défense a l’intention de présenter au jury des détails sur Schmitz, notamment qu’il avait fait face à plus de deux douzaines d’affaires pénales depuis l’âge de 18 ans ; ses condamnations antérieures pour violences au cinquième degré et violences domestiques ; que la méthamphétamine et la benzoylecgonine (un métabolite de la cocaïne), qui, combinées, peuvent conduire à des violences imprévisibles et injustifiées, ont été trouvées dans son corps ; et qu’il avait un tatouage d’une croix gammée sur sa poitrine. Le frère de Schmitz déclare que celui-ci n’est pas un raciste, mais qu’il est devenu membre d’un groupe de suprémacistes blancs quand il était en prison quand il était plus jeune. Freeman a rejeté le tatouage comme non pertinent, affirmant que McDonald « ne pouvait pas le voir, ni personne d’autre. […] Cela ajoute un peu de sensationnalisme à l’affaire, évidemment »,. 
Le premier jour des audiences préliminaires, l’accusation conteste l’admission du tatouage de Schmitz, arguant qu’il n’est pas pertinent et est injustement préjudiciable. Le juge Daniel Moreno statue que le tatouage de Schmitz et ses trois condamnations antérieures pour violences ne sont pas admissibles comme preuves de sa prétendue disposition violente ; que les partisans de McDonald ne pouvaient pas porter de tee-shirts Free CeCe (« Libérez CeCe ») devant le tribunal ; et que l’expert en toxicologie de la défense pourrait témoigner des effets de la méthamphétamine et de la benzoylecgonine en général mais pas de leurs effets sur Schmitz la nuit en question. Moreno empêche également des experts de témoigner sur l’atmosphère de transphobie et sur la façon dont cela aurait pu faire craindre McDonald pour sa vie. Moreno autorise également l’admission des déclarations antérieures de McDonald sur des blogs et Facebook, et une requête pour mettre en cause le témoignage de McDonald en raison de sa condamnation antérieure pour chèque sans provision.

### Attention des médias et du public pendant les audiences
Le lendemain des coups de couteau, la famille de Schmitz est interrogée par la chaîne de télévision FOX 9 News. Le fils de Schmitz, Jeremy Williams, déclare que son père « avait l’habitude de faire tout son possible pour aider les gens […]. Il était, dans l’ensemble, un grand homme »,. Dans sa lettre de la prison du comté de Hennepin, McDonald écrit que « rien de tout cela ne se produirait si la victime et son groupe n’étaient pas impolis et irrespectueux envers des gens qu’ils n’ont jamais connus »,. 
En avril 2012, l’autrice Kate Bornstein parle de McDonald dans l’émission Melissa Harris-Perry, comparant la situation de McDonald avec celle de George Zimmerman après le coup de feu contre Trayvon Martin en ce qui concerne les questions d’autodéfense et la façon dont l’affaire est vue à travers les médias. L’affaire attire également l’attention nationale de militants LGBT, dont l’autrice Leslie Feinberg, qui écrit que « le droit à la légitime défense contre toutes les formes d’oppression — l’esprit de Stonewall — est au cœur de la demande de libération [de McDonald] »,. Cam Gordon, membre du conseil municipal de Minneapolis, annonce son soutien à McDonald et qualifie l’incident « d’un autre exemple [de] femmes transgenres de couleur ciblées pour des violences liées à la haine et aux préjugés »,. Susan Allen, membre de la Chambre des représentants du Minnesota, appelle Freeman à considérer les « circonstances atténuantes » de l’affaire McDonald. En mai 2013, un article de Marc Lamont Hill pour Ebony.com intitulé « Pourquoi ne nous battons-nous pas pour CeCe McDonald? » a remporté le prix GLAAD Media pour un « Article de journalisme numérique exceptionnel ». McDonald reçoit également le soutien de l’activiste et actrice transgenre Laverne Cox, qui joue dans la série télévisée Orange Is the New Black. 
Un communiqué de presse publié en mai 2012 par le comité de soutien de McDonald affirme que la procédure de détermination de la peine comprend des déclarations de dirigeants communautaires, de membres du clergé et de membres de la famille McDonald. Les partisans de McDonald organisent des soirées dansantes et des rassemblements à l’extérieur de la prison du comté de Hennepin en son honneur. Plus de 18 000 personnes signent une pétition Change.org demandant à Freeman d’abandonner les charges contre McDonald. 
En juin 2012, un groupe se faisant appeler le Queer Attack Squadron (« escadron d’attaque queer ») revendique la responsabilité d’un jet de cocktail molotov non allumé par la fenêtre d’une banque Wells Fargo à Portland, en Oregon, en signe de solidarité avec McDonald. Katie Burgess, directrice exécutive du Trans Youth Support Network, déclare que le groupe n’a aucun lien avec les partisans de McDonald à Minneapolis,. Burgess affirme que le développement du soutien à McDonald et à son argumentation de légitime défense sont dues à la perception que McDonald est « jugée pour avoir survécu à un crime de haine ».

### Négociation de peine
Quelques jours avant le début du procès, Moreno propose une négociation de peine en vertu de laquelle les accusations de meurtre au deuxième degré de McDonald seraient réduites à un homicide involontaire coupable au deuxième degré, et pour laquelle elle ne devrait admettre que la négligence criminelle plutôt que le meurtre. Le 2 mai 2012, la défense et l’accusation conviennent d’une peine de 41 mois, la peine minimale pour homicide involontaire coupable au deuxième degré, à titre de compromis. En acceptant la négociation, McDonald doit renoncer à son argument selon lequel elle a tué Schmitz en état de légitime défense ou par accident, et doit renoncer à un procès avec jury. McDonald déclare qu’elle a accepté l’accord pour ses proches : au lieu de risquer des décennies en prison, l’accord devrait entraîner sa libération en une fraction du temps. Le 4 juin 2012, Moreno condamne McDonald à 41 mois de prison. Lors de son audience de détermination de la peine, McDonald déclare au tribunal : « je suis sûr que pour la famille de Dean, il était une personne aimante et bienveillante, mais ce n’est pas ce que j’ai vu cette nuit-là. J’ai vu un fanatique raciste, transphobe et narcissique qui n’avait aucun respect pour mes amis et moi »,. McDonald voit sa peine réduite de 245 jours et doit payer 6 410 $ en dédommagement pour les frais funéraires de Schmitz.

### Emprisonnement
En attendant son procès, McDonald est placée en garde à vue et assignée à résidence. En mai 2012, Michael Friedman du Legal Rights Centre déclare qu’il n’y avait « aucun moyen » que McDonald soit « envoyé dans une prison pour femmes ». Burgess déclare que « les gens ont tendance à penser à la façon dont CeCe s’identifie en tant que femme et disent qu’elle devrait pouvoir aller dans un établissement pour femmes. […] Mais il n’y a vraiment aucun historique de personnes transgenres placées en fonction de leur identité de genre. Ainsi, une fois CeCe placée dans un établissement permanent, elle regardera autour d’elle et décidera si elle s’y sent en sécurité. Si ce n’est pas le cas, elle entamera une poursuite civile contre le ministère des Services correctionnels pour être transféré dans un endroit plus sûr. Cela peut ou pas être une prison pour femmes ». Après sa condamnation, McDonald exprime sa résignation, déclarant qu’« [elle] a fait face à des choses pires dans [sa] vie que la prison »,. 
À la suite de sa condamnation, une porte-parole du ministère des Services correctionnels du Minnesota déclare que les responsables ont décidé de placer McDonald dans l’établissement correctionnel St. Cloud, un établissement pour hommes adultes, bien que sa destination finale ne soit pas encore déterminée, et que l’État ferait sa propre détermination du genre de McDonald. L’évaluation de l’État conclut que McDonald sera détenue dans un établissement pour hommes. Pendant son emprisonnement, une pétition pousse le département des services correctionnels à lui administrer le régime d’hormones approprié. Malgré son transfert dans un deuxième établissement, McDonald reste en quartiers avec des hommes tout au long de son emprisonnement. 

### Procès de Flaherty
Flaherty, l’ex-petite amie de Schmitz qui faisait partie des agresseurs verbaux de McDonald et de ses amis à l’extérieur du bar, est accusée en mai 2012 d’agression au deuxième degré avec une arme mortelle et d’agression au troisième degré causant des lésions corporelles substantielles pour avoir attaqué McDonald avec un verre d’« une boisson alcoolique », provoquant une entaille sanglante sur son visage nécessitant onze points de suture,. Son jugement est renvoyé au bureau du procureur du comté de Washington afin d’éviter un conflit d'intérêts. En avril 2013, Flaherty est condamnée à six mois de prison et à une probation après avoir plaidé coupable pour l’agression au troisième degré, et voit sa peine réduite de 135 jours de prison. 

### Sortie de prison
McDonald est libérée le 13 janvier 2014 après avoir purgé 19 mois, et reste sous la supervision du ministère des Services correctionnels du Minnesota pendant sa peine de 41 mois. Elle est saluée par plusieurs personnes, dont Laverne Cox. Roxanne Anderson, directrice de programme du Trans Youth Support Network, déclare que « CeCe se porte bien. Elle a l’air bien et elle est de bonne humeur », et que McDonald n’est pas prête à un commentaire publiquement. Chase Strangio, avocat de l’Union américaine pour les libertés civiles, déclare que « c’est une journée pour célébrer, et honorer CeCe pour tout ce qu’elle a fait depuis le jour de son arrestation pour attirer l’attention sur la violence systémique des femmes de couleur, et en particulier celle à laquelle les femmes de couleur LGBT font face tous les jours. Dès le départ, son message n’était pas de sensationnaliser l’histoire, mais d’attirer l’attention sur la question ». 
McDonald donne sa première interview télévisée six jours plus tard dans l’émission Melissa Harris-Perry sur MSNBC. McDonald parle de son incarcération et de celle d’autres personnes transgenres incarcérées, en disant qu’elle « sentai[t] qu’ils voulaient qu[’elle se] déteste en tant que femme trans », et ajoute que « les prisons ne sont sûres pour personne, et c’est le problème clé ». Katie Burgess, également interrogée, déclare que « la seule façon pour les personnes trans de se retrouver en sécurité dans les prisons est de mettre fin à l’incarcération des personnes ».

## Après l’incarcération

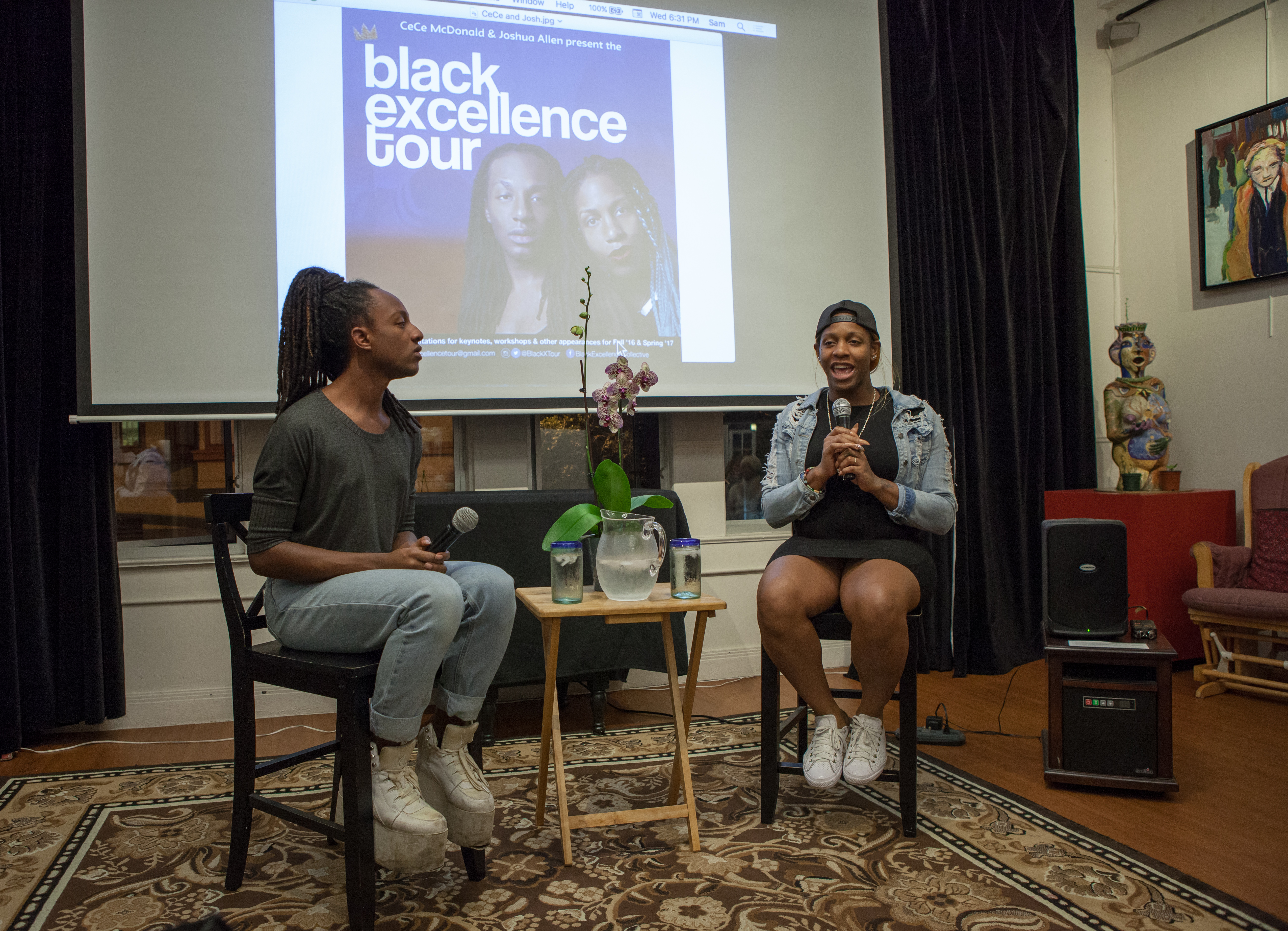
CeCe McDonald avec l’activiste Joshua Allen lors de leur tournée Black Excellence.

En 2014, McDonald fait l’objet d’un portrait par le magazine américain Rolling Stone, et The Advocate l’inclue dans sa liste annuelle des « 40 de moins de 40 ans »,. En août 2014, elle reçoit le prix des droits civiques Bayard Rustin décerné par le Harvey Milk LGBT Democratic Club.
En 2016, McDonald et Joshua Allen, activiste de genre non-conforme et abolitionniste de prison, se lancent dans une tournée Black Excellence (« excellence noire »),. 

## FREE CeCe
FREE CeCe, un documentaire de Laverne Cox et Jac Gares sur McDonald, débute sa production en août 2013. Le film est raconté à travers une interview avec McDonald réalisée par Cox, et traite des événements de 2011, de l’emprisonnement de McDonald et de la violence subie par les femmes transgenre de couleur. FREE CeCe est le film d’ouverture du Festival du film transgenre de San Francisco en 2016, le premier et le plus ancien festival du film transgenre au monde. Jac Gares, un cinéaste de New York, réalise le film avec Cox comme producteur délégué. Gares avait auparavant produit la série LGBT In The Life sur la chaîne PBS et collecté 300 000 $ pour financer FREE CeCe.